# طواف إيميليا 2023
طواف إيميليا 2023 (بالإيطالية: Giro dell'Emilia 2023)‏ هو سباق دراجات هوائية، وهو الموسم 106 من طواف إيميليا، وأقيم في 30 سبتمبر 2023 ضمن سباقات سلسلة سباقات الاتحاد الدولي للدراجات للمحترفين 2023.
فاز بالمركز الأول بريمو روغيليتش، وحلَّ في المركز الثاني تادي بوجار، بينما جاء سيمون ييتس في المركز الثالث.

## الفرق
| فرق عالمية (16)- AG2R Citroën Team - Alpecin-Deceuninck - Astana Qazaqstan Team - Bora-Hansgrohe - Cofidis - EF Education-EasyPost - Groupama-FDJ - Ineos Grenadiers - Jumbo-Visma - Lidl-Trek - Movistar Team - Soudal Quick-Step - Arkéa-Samsic - Team DSM-Firmenich - Team Jayco AlUla - UAE Team Emirates فرق برو (6)- بنجوال باوليز ساوكس دبليو بي ‏ - فريق إيولو كوميت لركوب الدراجات 2023 ‏ - Green Project-Bardiani CSF-Faizanè - Israel-Premier Tech - فريق الدراجات Q36.5 ‏ - Team Solution Tech–Vini Fantini ‏ فرق قارية (3)- بلترامي تي إس أيه–مارشيول ‏ - أندروني جوكاتولي-سيدرمك ‏ - Team Technipes #inEmiliaRomagna ‏ |  |
| |  |

## المشاركون
| Movistar Team MOV | Movistar Team MOV     | Movistar Team MOV |
| ----------------- | --------------------- | ----------------- |
| م                 | عداء                  | مرتبة             |
| 1                 | إنريك ماس             | 4                 |
| 2                 | ويل بارتا             | 75                |
| 3                 | إيمانول إرفيتي        | لم يكمل السباق    |
| 4                 | Matteo Jorgenson ‏     | 19                |
| 5                 | غريغور مولبرغر (طريق) | 70                |
| 6                 | أوسكار رودريغيز       | 65                |
| 7                 | Oier Lazkano ‏ (طريق)  | لم يكمل السباق    |

| AG2R Citroën Team ACT | AG2R Citroën Team ACT   | AG2R Citroën Team ACT |
| --------------------- | ----------------------- | --------------------- |
| م                     | عداء                    | مرتبة                 |
| 11                    | بين أوكونور             | 11                    |
| 12                    | Nicolas Prodhomme ‏      | 73                    |
| 13                    | Valentin Paret-Peintre ‏ | 82                    |
| 14                    | Clément Berthet ‏        | 51                    |
| 15                    | فيليكس غال              | 28                    |
| 16                    | Aurélien Paret-Peintre ‏ | 50                    |
| 17                    | Killian Verschuren ‏     | 95                    |

| Alpecin-Deceuninck ADC | Alpecin-Deceuninck ADC | Alpecin-Deceuninck ADC |
| ---------------------- | ---------------------- | ---------------------- |
| م                      | عداء                   | مرتبة                  |
| 21                     | Stefano Oldani ‏        | 46                     |
| 22                     | Alex Bogna‏             | لم يكمل السباق         |
| 23                     | كريستيان سباراغلي      | 44                     |
| 24                     | Nicola Conci ‏          | 74                     |
| 25                     | كوينتن هيرمانز         | لم يكمل السباق         |
| 27                     | Michael Gogl ‏          | 45                     |

| Astana Qazaqstan Team AST | Astana Qazaqstan Team AST | Astana Qazaqstan Team AST |
| ------------------------- | ------------------------- | ------------------------- |
| م                         | عداء                      | مرتبة                     |
| 31                        | Samuele Battistella ‏      | 54                        |
| 32                        | Harold Tejada ‏            | 26                        |
| 33                        | أنطونيو نيبالي            | لم يكمل السباق            |
| 34                        | بيترو فيلاسكو (طريق)      | 20                        |
| 35                        | ديفيد دي لا كروز          | 64                        |
| 36                        | Gianmarco Garofoli ‏       | 90                        |
| 37                        | كريستيان سكاروني ‏         | لم يكمل السباق            |

| Bora-Hansgrohe BOH | Bora-Hansgrohe BOH     | Bora-Hansgrohe BOH |
| ------------------ | ---------------------- | ------------------ |
| م                  | عداء                   | مرتبة              |
| 41                 | إيمانويل بوخمان (طريق) | لم يكمل السباق     |
| 42                 | باتريك كونراد          | لم يكمل السباق     |
| 43                 | جيوفاني أليوتي         | لم يكمل السباق     |
| 44                 | لينارد كامنا           | لم يكمل السباق     |
| 45                 | Anton Palzer ‏          | لم يكمل السباق     |
| 46                 | ألكساندر فلاسوف        | 6                  |
| 47                 | سيرجيو هيغويتا         | 38                 |

| Cofidis COF | Cofidis COF      | Cofidis COF    |
| ----------- | ---------------- | -------------- |
| م           | عداء             | مرتبة          |
| 51          | Harrison Wood ‏   | لم يكمل السباق |
| 52          | روبين فرنانديز   | 59             |
| 53          | Victor Lafay ‏    | لم يكمل السباق |
| 54          | Axel Mariault ‏   | 89             |
| 55          | ويليام مارتن     | 43             |
| 56          | François Bidard ‏ | لم يكمل السباق |
| 57          | Rémy Rochas ‏     | لم يكمل السباق |

| EF Education-EasyPost EFE | EF Education-EasyPost EFE | EF Education-EasyPost EFE |
| ------------------------- | ------------------------- | ------------------------- |
| م                         | عداء                      | مرتبة                     |
| 61                        | ريتشارد كاراباز (طريق)    | 7                         |
| 62                        | جيمس شو                   | لم يكمل السباق            |
| 63                        | دييغو كامارغو ‏            | 81                        |
| 64                        | ريغوبيرتو أوران           | 29                        |
| 65                        | استيبان تشافيس (طريق)     | 32                        |
| 66                        | Andrea Piccolo ‏           | 72                        |
| 67                        | ميكيل فروليش أونوريه      | لم يكمل السباق            |

| Groupama-FDJ GFC | Groupama-FDJ GFC          | Groupama-FDJ GFC |
| ---------------- | ------------------------- | ---------------- |
| م                | عداء                      | مرتبة            |
| 71               | ماثيو لاداجنوس            | لم يكمل السباق   |
| 72               | تيبو بينو                 | 36               |
| 73               | كوينتين باشر              | 68               |
| 74               | لارس فان دن بيرغ ‏         | لم يكمل السباق   |
| 75               | رومان جريجوار             | 94               |
| 76               | Lenny Martinez (cyclist) ‏ | 23               |
| 77               | Lorenzo Germani ‏          | 93               |

| Ineos Grenadiers IGD | Ineos Grenadiers IGD | Ineos Grenadiers IGD |
| -------------------- | -------------------- | -------------------- |
| م                    | عداء                 | مرتبة                |
| 81                   | بن سويفت             | لم يكمل السباق       |
| 82                   | براندون ريفيرا ‏      | لم يكمل السباق       |
| 83                   | كارلوس رودريغيز كانو | 18                   |
| 84                   | سالفاتوري بوتشيو     | لم يكمل السباق       |
| 85                   | بافل سيفاكوف         | 78                   |
| 86                   | بن تورنر             | 77                   |
| 87                   | ثيمين أرينسمان       | لم يكمل السباق       |

| Jumbo-Visma TJV | Jumbo-Visma TJV    | Jumbo-Visma TJV |
| --------------- | ------------------ | --------------- |
| م               | عداء               | مرتبة           |
| 91              | بريمو روغيليتش     | 1               |
| 92              | Koen Bouwman ‏      | 85              |
| 93              | سام أومن           | 83              |
| 94              | Gijs Leemreize ‏    | لم يكمل السباق  |
| 95              | تيسج بنوت          | 13              |
| 96              | أتيلا فالتر (طريق) | 41              |
| 97              | جان تراتنيك        | 84              |

| Lidl-Trek LTK | Lidl-Trek LTK         | Lidl-Trek LTK  |
| ------------- | --------------------- | -------------- |
| م             | عداء                  | مرتبة          |
| 101           | جوليو سيكوني          | 8              |
| 102           | Jacopo Mosca ‏         | لم يكمل السباق |
| 103           | Juan Pedro López      | لم يكمل السباق |
| 104           | فيليبو بارونسيني      | 61             |
| 105           | Mathias Vacek ‏ (طريق) | لم يكمل السباق |
| 106           | Natnael Tesfatsion ‏   | لم يكمل السباق |
| 107           | داريو كاتالدو         | لم يكمل السباق |

| Soudal Quick-Step SOQ | Soudal Quick-Step SOQ | Soudal Quick-Step SOQ |
| --------------------- | --------------------- | --------------------- |
| م                     | عداء                  | مرتبة                 |
| 111                   | جوليان ألافيليب       | 34                    |
| 112                   | فوستو ماسنادا         | 31                    |
| 113                   | Andrea Bagioli ‏       | 21                    |
| 114                   | جيمس نوكس             | لم يكمل السباق        |
| 115                   | Ilan Van Wilder ‏      | 87                    |
| 116                   | Mauri Vansevenant ‏    | 91                    |
| 117                   | ماورو شميد            | لم يكمل السباق        |

| Arkéa-Samsic ARK | Arkéa-Samsic ARK     | Arkéa-Samsic ARK |
| ---------------- | -------------------- | ---------------- |
| م                | عداء                 | مرتبة            |
| 121              | Alessandro Verre ‏    | 37               |
| 122              | ماكسيم بويه          | لم يكمل السباق   |
| 123              | Kévin Ledanois ‏      | لم يكمل السباق   |
| 124              | وارن بارجويل         | 10               |
| 125              | Louis Barré ‏         | 40               |
| 126              | Clément Champoussin ‏ | 12               |
| 127              | Ewen Costiou ‏        | 33               |

| Team DSM-Firmenich DSM | Team DSM-Firmenich DSM | Team DSM-Firmenich DSM |
| ---------------------- | ---------------------- | ---------------------- |
| م                      | عداء                   | مرتبة                  |
| 131                    | رومان بارديه           | 17                     |
| 132                    | Kevin Vermaerke ‏       | لم يكمل السباق         |
| 133                    | كريس هاميلتون          | 42                     |
| 134                    | Florian Stork ‏         | 49                     |
| 135                    | Andreas Leknessund ‏    | لم يكمل السباق         |
| 136                    | رومان كومبو            | لم يكمل السباق         |
| 137                    | باتريك بيفن            | لم يكمل السباق         |

| Team Jayco AlUla JAY | Team Jayco AlUla JAY | Team Jayco AlUla JAY |
| -------------------- | -------------------- | -------------------- |
| م                    | عداء                 | مرتبة                |
| 141                  | لوكاس هاميلتون       | لم يكمل السباق       |
| 142                  | Welay Berhe ‏         | 76                   |
| 143                  | كريس هاربر           | 25                   |
| 144                  | سيمون ييتس           | 3                    |
| 145                  | فيليبو زانا          | 30                   |
| 146                  | لوسون كرادوك         | لم يكمل السباق       |
| 147                  | جيسوس دايفيد بينيا ‏  | 66                   |

| UAE Team Emirates UAD | UAE Team Emirates UAD | UAE Team Emirates UAD |
| --------------------- | --------------------- | --------------------- |
| م                     | عداء                  | مرتبة                 |
| 151                   | دييغو يليسي           | 27                    |
| 152                   | رافال مايكا           | 80                    |
| 153                   | خوان أيوسو            | لم يكمل السباق        |
| 154                   | تادي بوجار (طريق)     | 2                     |
| 155                   | Jay Vine ‏             | 79                    |
| 156                   | آدم ييتس              | 9                     |
| 157                   | فيليكس جروس شارتنر    | لم يكمل السباق        |

| بنجوال باوليز ساوكس دبليو بي ‏ BWB | بنجوال باوليز ساوكس دبليو بي ‏ BWB | بنجوال باوليز ساوكس دبليو بي ‏ BWB |
| --------------------------------- | --------------------------------- | --------------------------------- |
| م                                 | عداء                              | مرتبة                             |
| 161                               | Dimitri Peyskens ‏                 | لم يكمل السباق                    |
| 162                               | ماركو تيزا                        | لم يكمل السباق                    |
| 163                               | فلوريس دي تير                     | لم يكمل السباق                    |
| 164                               | ألكسيس غيران                      | 24                                |
| 165                               | Lennert Teugels ‏                  | 56                                |
| 166                               | Aaron Van der Beken ‏              | لم يكمل السباق                    |
| 167                               | Louka Matthys ‏                    | 58                                |

| Team Solution Tech–Vini Fantini ‏ COR | Team Solution Tech–Vini Fantini ‏ COR | Team Solution Tech–Vini Fantini ‏ COR |
| ------------------------------------ | ------------------------------------ | ------------------------------------ |
| م                                    | عداء                                 | مرتبة                                |
| 171                                  | Karel Vacek ‏                         | لم يكمل السباق                       |
| 172                                  | Marco Murgano ‏                       | لم يكمل السباق                       |
| 173                                  | Matteo Amella ‏                       | لم يكمل السباق                       |
| 174                                  | Etienne van Empel ‏                   | 52                                   |
| 175                                  | Nicolás Tivani ‏                      | لم يكمل السباق                       |
| 176                                  | فاليريو كونتي                        | 39                                   |
| 177                                  | Andrii Ponomar ‏                      | لم يكمل السباق                       |

| إيولو كوميت ‏ EOK | إيولو كوميت ‏ EOK     | إيولو كوميت ‏ EOK |
| ---------------- | -------------------- | ---------------- |
| م                | عداء                 | مرتبة            |
| 181              | لورينزو فورتوناتو    | 15               |
| 182              | Mattia Bais ‏         | لم يكمل السباق   |
| 183              | Diego Pablo Sevilla ‏ | 55               |
| 184              | Álex Martín ‏         | 88               |
| 185              | Davide De Cassan ‏    | 92               |
| 186              | أندريا غاروسيو       | 67               |
| 187              | Davide Piganzoli ‏    | 16               |

| Green Project-Bardiani CSF-Faizanè BCF | Green Project-Bardiani CSF-Faizanè BCF | Green Project-Bardiani CSF-Faizanè BCF |
| -------------------------------------- | -------------------------------------- | -------------------------------------- |
| م                                      | عداء                                   | مرتبة                                  |
| 191                                    | Giulio Pellizzari ‏                     | لم يكمل السباق                         |
| 192                                    | Alessio Martinelli ‏                    | لم يكمل السباق                         |
| 193                                    | Alessandro Santaromita ‏                | 63                                     |
| 194                                    | Alex Tolio ‏                            | 47                                     |
| 195                                    | Riccardo Lucca ‏                        | 97                                     |
| 196                                    | Edgar Cadena ‏ (طريق)                   | 86                                     |
| 197                                    | Luca Cavallo ‏                          | 48                                     |

| Israel-Premier Tech IPT | Israel-Premier Tech IPT | Israel-Premier Tech IPT |
| ----------------------- | ----------------------- | ----------------------- |
| م                       | عداء                    | مرتبة                   |
| 201                     | جاكوب فوجلسانج          | 60                      |
| 202                     | نيك شولتز               | لم يكمل السباق          |
| 203                     | ديلان تيونز             | 62                      |
| 204                     | Marco Frigo ‏            | لم يكمل السباق          |
| 205                     | دومينيكو بوزوفيفو       | 14                      |
| 206                     | ستيفن وليامز            | 22                      |
| 207                     | مايكل وودز              | 5                       |

| فريق الدراجات Q36.5 ‏ Q36 | فريق الدراجات Q36.5 ‏ Q36 | فريق الدراجات Q36.5 ‏ Q36 |
| ------------------------ | ------------------------ | ------------------------ |
| م                        | عداء                     | مرتبة                    |
| 211                      | Negasi Haylu Abreha ‏     | لم يكمل السباق           |
| 212                      | جيانلوكا برامبيلا        | 35                       |
| 213                      | Walter Calzoni ‏          | 53                       |
| 214                      | Marcel Camprubí ‏         | لم يكمل السباق           |
| 215                      | مارك دونوفان             | 69                       |
| 216                      | Alessandro Fedeli ‏       | لم يكمل السباق           |

| بلترامي تي إس أيه–مارشيول ‏ BTC | بلترامي تي إس أيه–مارشيول ‏ BTC | بلترامي تي إس أيه–مارشيول ‏ BTC |
| ------------------------------ | ------------------------------ | ------------------------------ |
| م                              | عداء                           | مرتبة                          |
| 221                            | Andrea Piras ‏                  | لم يكمل السباق                 |
| 222                            | توماس بسنتي ‏                   | لم يكمل السباق                 |
| 223                            | Matteo Freddi‏                  | لم يكمل السباق                 |
| 224                            | Giacomo Tagliavini‏             | لم يكمل السباق                 |
| 225                            | Edoardo Burani‏                 | لم يكمل السباق                 |
| 226                            | Alex Raimondi‏                  | لم يكمل السباق                 |
| 227                            | Andrea Biancalani‏              | لم يكمل السباق                 |

| أندروني جوكاتولي-سيدرمك ‏ GSS | أندروني جوكاتولي-سيدرمك ‏ GSS | أندروني جوكاتولي-سيدرمك ‏ GSS |
| ---------------------------- | ---------------------------- | ---------------------------- |
| م                            | عداء                         | مرتبة                        |
| 231                          | Andrés Mancipe‏               | لم يكمل السباق               |
| 232                          | Jeferson Armando Ruiz Acuña‏  | لم يكمل السباق               |
| 233                          | Jonathan Guatibonza ‏         | لم يكمل السباق               |
| 234                          | Alessandro Bisolti ‏          | لم يكمل السباق               |
| 235                          | Filippo Tagliani ‏            | لم يكمل السباق               |
| 236                          | Santiago Umba ‏               | 57                           |
| 237                          | أليخاندرو أوسوريو            | 71                           |

| Team Technipes #inEmiliaRomagna ‏ TER | Team Technipes #inEmiliaRomagna ‏ TER | Team Technipes #inEmiliaRomagna ‏ TER |
| ------------------------------------ | ------------------------------------ | ------------------------------------ |
| م                                    | عداء                                 | مرتبة                                |
| 241                                  | Emanuele Ansaloni ‏                   | لم يكمل السباق                       |
| 242                                  | Stefano Masoni‏                       | لم يكمل السباق                       |
| 243                                  | Matteo Montefiori‏                    | لم يكمل السباق                       |
| 244                                  | Andrea Innocenti‏                     | 96                                   |
| 245                                  | Alessandro Monaco ‏                   | لم يكمل السباق                       |
| 246                                  | Martin Nessler‏                       | لم يكمل السباق                       |
| 247                                  | Gabriele Petrelli‏                    | لم يكمل السباق                       |

| Movistar Team MOV | Movistar Team MOV     | Movistar Team MOV |
| ----------------- | --------------------- | ----------------- |
| م                 | عداء                  | مرتبة             |
| 1                 | إنريك ماس             | 4                 |
| 2                 | ويل بارتا             | 75                |
| 3                 | إيمانول إرفيتي        | لم يكمل السباق    |
| 4                 | Matteo Jorgenson ‏     | 19                |
| 5                 | غريغور مولبرغر (طريق) | 70                |
| 6                 | أوسكار رودريغيز       | 65                |
| 7                 | Oier Lazkano ‏ (طريق)  | لم يكمل السباق    |

| AG2R Citroën Team ACT | AG2R Citroën Team ACT   | AG2R Citroën Team ACT |
| --------------------- | ----------------------- | --------------------- |
| م                     | عداء                    | مرتبة                 |
| 11                    | بين أوكونور             | 11                    |
| 12                    | Nicolas Prodhomme ‏      | 73                    |
| 13                    | Valentin Paret-Peintre ‏ | 82                    |
| 14                    | Clément Berthet ‏        | 51                    |
| 15                    | فيليكس غال              | 28                    |
| 16                    | Aurélien Paret-Peintre ‏ | 50                    |
| 17                    | Killian Verschuren ‏     | 95                    |

| Alpecin-Deceuninck ADC | Alpecin-Deceuninck ADC | Alpecin-Deceuninck ADC |
| ---------------------- | ---------------------- | ---------------------- |
| م                      | عداء                   | مرتبة                  |
| 21                     | Stefano Oldani ‏        | 46                     |
| 22                     | Alex Bogna‏             | لم يكمل السباق         |
| 23                     | كريستيان سباراغلي      | 44                     |
| 24                     | Nicola Conci ‏          | 74                     |
| 25                     | كوينتن هيرمانز         | لم يكمل السباق         |
| 27                     | Michael Gogl ‏          | 45                     |

| Astana Qazaqstan Team AST | Astana Qazaqstan Team AST | Astana Qazaqstan Team AST |
| ------------------------- | ------------------------- | ------------------------- |
| م                         | عداء                      | مرتبة                     |
| 31                        | Samuele Battistella ‏      | 54                        |
| 32                        | Harold Tejada ‏            | 26                        |
| 33                        | أنطونيو نيبالي            | لم يكمل السباق            |
| 34                        | بيترو فيلاسكو (طريق)      | 20                        |
| 35                        | ديفيد دي لا كروز          | 64                        |
| 36                        | Gianmarco Garofoli ‏       | 90                        |
| 37                        | كريستيان سكاروني ‏         | لم يكمل السباق            |

| Bora-Hansgrohe BOH | Bora-Hansgrohe BOH     | Bora-Hansgrohe BOH |
| ------------------ | ---------------------- | ------------------ |
| م                  | عداء                   | مرتبة              |
| 41                 | إيمانويل بوخمان (طريق) | لم يكمل السباق     |
| 42                 | باتريك كونراد          | لم يكمل السباق     |
| 43                 | جيوفاني أليوتي         | لم يكمل السباق     |
| 44                 | لينارد كامنا           | لم يكمل السباق     |
| 45                 | Anton Palzer ‏          | لم يكمل السباق     |
| 46                 | ألكساندر فلاسوف        | 6                  |
| 47                 | سيرجيو هيغويتا         | 38                 |

| Cofidis COF | Cofidis COF      | Cofidis COF    |
| ----------- | ---------------- | -------------- |
| م           | عداء             | مرتبة          |
| 51          | Harrison Wood ‏   | لم يكمل السباق |
| 52          | روبين فرنانديز   | 59             |
| 53          | Victor Lafay ‏    | لم يكمل السباق |
| 54          | Axel Mariault ‏   | 89             |
| 55          | ويليام مارتن     | 43             |
| 56          | François Bidard ‏ | لم يكمل السباق |
| 57          | Rémy Rochas ‏     | لم يكمل السباق |

| EF Education-EasyPost EFE | EF Education-EasyPost EFE | EF Education-EasyPost EFE |
| ------------------------- | ------------------------- | ------------------------- |
| م                         | عداء                      | مرتبة                     |
| 61                        | ريتشارد كاراباز (طريق)    | 7                         |
| 62                        | جيمس شو                   | لم يكمل السباق            |
| 63                        | دييغو كامارغو ‏            | 81                        |
| 64                        | ريغوبيرتو أوران           | 29                        |
| 65                        | استيبان تشافيس (طريق)     | 32                        |
| 66                        | Andrea Piccolo ‏           | 72                        |
| 67                        | ميكيل فروليش أونوريه      | لم يكمل السباق            |

| Groupama-FDJ GFC | Groupama-FDJ GFC          | Groupama-FDJ GFC |
| ---------------- | ------------------------- | ---------------- |
| م                | عداء                      | مرتبة            |
| 71               | ماثيو لاداجنوس            | لم يكمل السباق   |
| 72               | تيبو بينو                 | 36               |
| 73               | كوينتين باشر              | 68               |
| 74               | لارس فان دن بيرغ ‏         | لم يكمل السباق   |
| 75               | رومان جريجوار             | 94               |
| 76               | Lenny Martinez (cyclist) ‏ | 23               |
| 77               | Lorenzo Germani ‏          | 93               |

| Ineos Grenadiers IGD | Ineos Grenadiers IGD | Ineos Grenadiers IGD |
| -------------------- | -------------------- | -------------------- |
| م                    | عداء                 | مرتبة                |
| 81                   | بن سويفت             | لم يكمل السباق       |
| 82                   | براندون ريفيرا ‏      | لم يكمل السباق       |
| 83                   | كارلوس رودريغيز كانو | 18                   |
| 84                   | سالفاتوري بوتشيو     | لم يكمل السباق       |
| 85                   | بافل سيفاكوف         | 78                   |
| 86                   | بن تورنر             | 77                   |
| 87                   | ثيمين أرينسمان       | لم يكمل السباق       |

| Jumbo-Visma TJV | Jumbo-Visma TJV    | Jumbo-Visma TJV |
| --------------- | ------------------ | --------------- |
| م               | عداء               | مرتبة           |
| 91              | بريمو روغيليتش     | 1               |
| 92              | Koen Bouwman ‏      | 85              |
| 93              | سام أومن           | 83              |
| 94              | Gijs Leemreize ‏    | لم يكمل السباق  |
| 95              | تيسج بنوت          | 13              |
| 96              | أتيلا فالتر (طريق) | 41              |
| 97              | جان تراتنيك        | 84              |

| Lidl-Trek LTK | Lidl-Trek LTK         | Lidl-Trek LTK  |
| ------------- | --------------------- | -------------- |
| م             | عداء                  | مرتبة          |
| 101           | جوليو سيكوني          | 8              |
| 102           | Jacopo Mosca ‏         | لم يكمل السباق |
| 103           | Juan Pedro López      | لم يكمل السباق |
| 104           | فيليبو بارونسيني      | 61             |
| 105           | Mathias Vacek ‏ (طريق) | لم يكمل السباق |
| 106           | Natnael Tesfatsion ‏   | لم يكمل السباق |
| 107           | داريو كاتالدو         | لم يكمل السباق |

| Soudal Quick-Step SOQ | Soudal Quick-Step SOQ | Soudal Quick-Step SOQ |
| --------------------- | --------------------- | --------------------- |
| م                     | عداء                  | مرتبة                 |
| 111                   | جوليان ألافيليب       | 34                    |
| 112                   | فوستو ماسنادا         | 31                    |
| 113                   | Andrea Bagioli ‏       | 21                    |
| 114                   | جيمس نوكس             | لم يكمل السباق        |
| 115                   | Ilan Van Wilder ‏      | 87                    |
| 116                   | Mauri Vansevenant ‏    | 91                    |
| 117                   | ماورو شميد            | لم يكمل السباق        |

| Arkéa-Samsic ARK | Arkéa-Samsic ARK     | Arkéa-Samsic ARK |
| ---------------- | -------------------- | ---------------- |
| م                | عداء                 | مرتبة            |
| 121              | Alessandro Verre ‏    | 37               |
| 122              | ماكسيم بويه          | لم يكمل السباق   |
| 123              | Kévin Ledanois ‏      | لم يكمل السباق   |
| 124              | وارن بارجويل         | 10               |
| 125              | Louis Barré ‏         | 40               |
| 126              | Clément Champoussin ‏ | 12               |
| 127              | Ewen Costiou ‏        | 33               |

| Team DSM-Firmenich DSM | Team DSM-Firmenich DSM | Team DSM-Firmenich DSM |
| ---------------------- | ---------------------- | ---------------------- |
| م                      | عداء                   | مرتبة                  |
| 131                    | رومان بارديه           | 17                     |
| 132                    | Kevin Vermaerke ‏       | لم يكمل السباق         |
| 133                    | كريس هاميلتون          | 42                     |
| 134                    | Florian Stork ‏         | 49                     |
| 135                    | Andreas Leknessund ‏    | لم يكمل السباق         |
| 136                    | رومان كومبو            | لم يكمل السباق         |
| 137                    | باتريك بيفن            | لم يكمل السباق         |

| Team Jayco AlUla JAY | Team Jayco AlUla JAY | Team Jayco AlUla JAY |
| -------------------- | -------------------- | -------------------- |
| م                    | عداء                 | مرتبة                |
| 141                  | لوكاس هاميلتون       | لم يكمل السباق       |
| 142                  | Welay Berhe ‏         | 76                   |
| 143                  | كريس هاربر           | 25                   |
| 144                  | سيمون ييتس           | 3                    |
| 145                  | فيليبو زانا          | 30                   |
| 146                  | لوسون كرادوك         | لم يكمل السباق       |
| 147                  | جيسوس دايفيد بينيا ‏  | 66                   |

| UAE Team Emirates UAD | UAE Team Emirates UAD | UAE Team Emirates UAD |
| --------------------- | --------------------- | --------------------- |
| م                     | عداء                  | مرتبة                 |
| 151                   | دييغو يليسي           | 27                    |
| 152                   | رافال مايكا           | 80                    |
| 153                   | خوان أيوسو            | لم يكمل السباق        |
| 154                   | تادي بوجار (طريق)     | 2                     |
| 155                   | Jay Vine ‏             | 79                    |
| 156                   | آدم ييتس              | 9                     |
| 157                   | فيليكس جروس شارتنر    | لم يكمل السباق        |

| بنجوال باوليز ساوكس دبليو بي ‏ BWB | بنجوال باوليز ساوكس دبليو بي ‏ BWB | بنجوال باوليز ساوكس دبليو بي ‏ BWB |
| --------------------------------- | --------------------------------- | --------------------------------- |
| م                                 | عداء                              | مرتبة                             |
| 161                               | Dimitri Peyskens ‏                 | لم يكمل السباق                    |
| 162                               | ماركو تيزا                        | لم يكمل السباق                    |
| 163                               | فلوريس دي تير                     | لم يكمل السباق                    |
| 164                               | ألكسيس غيران                      | 24                                |
| 165                               | Lennert Teugels ‏                  | 56                                |
| 166                               | Aaron Van der Beken ‏              | لم يكمل السباق                    |
| 167                               | Louka Matthys ‏                    | 58                                |

| Team Solution Tech–Vini Fantini ‏ COR | Team Solution Tech–Vini Fantini ‏ COR | Team Solution Tech–Vini Fantini ‏ COR |
| ------------------------------------ | ------------------------------------ | ------------------------------------ |
| م                                    | عداء                                 | مرتبة                                |
| 171                                  | Karel Vacek ‏                         | لم يكمل السباق                       |
| 172                                  | Marco Murgano ‏                       | لم يكمل السباق                       |
| 173                                  | Matteo Amella ‏                       | لم يكمل السباق                       |
| 174                                  | Etienne van Empel ‏                   | 52                                   |
| 175                                  | Nicolás Tivani ‏                      | لم يكمل السباق                       |
| 176                                  | فاليريو كونتي                        | 39                                   |
| 177                                  | Andrii Ponomar ‏                      | لم يكمل السباق                       |

| إيولو كوميت ‏ EOK | إيولو كوميت ‏ EOK     | إيولو كوميت ‏ EOK |
| ---------------- | -------------------- | ---------------- |
| م                | عداء                 | مرتبة            |
| 181              | لورينزو فورتوناتو    | 15               |
| 182              | Mattia Bais ‏         | لم يكمل السباق   |
| 183              | Diego Pablo Sevilla ‏ | 55               |
| 184              | Álex Martín ‏         | 88               |
| 185              | Davide De Cassan ‏    | 92               |
| 186              | أندريا غاروسيو       | 67               |
| 187              | Davide Piganzoli ‏    | 16               |

| Green Project-Bardiani CSF-Faizanè BCF | Green Project-Bardiani CSF-Faizanè BCF | Green Project-Bardiani CSF-Faizanè BCF |
| -------------------------------------- | -------------------------------------- | -------------------------------------- |
| م                                      | عداء                                   | مرتبة                                  |
| 191                                    | Giulio Pellizzari ‏                     | لم يكمل السباق                         |
| 192                                    | Alessio Martinelli ‏                    | لم يكمل السباق                         |
| 193                                    | Alessandro Santaromita ‏                | 63                                     |
| 194                                    | Alex Tolio ‏                            | 47                                     |
| 195                                    | Riccardo Lucca ‏                        | 97                                     |
| 196                                    | Edgar Cadena ‏ (طريق)                   | 86                                     |
| 197                                    | Luca Cavallo ‏                          | 48                                     |

| Israel-Premier Tech IPT | Israel-Premier Tech IPT | Israel-Premier Tech IPT |
| ----------------------- | ----------------------- | ----------------------- |
| م                       | عداء                    | مرتبة                   |
| 201                     | جاكوب فوجلسانج          | 60                      |
| 202                     | نيك شولتز               | لم يكمل السباق          |
| 203                     | ديلان تيونز             | 62                      |
| 204                     | Marco Frigo ‏            | لم يكمل السباق          |
| 205                     | دومينيكو بوزوفيفو       | 14                      |
| 206                     | ستيفن وليامز            | 22                      |
| 207                     | مايكل وودز              | 5                       |

| فريق الدراجات Q36.5 ‏ Q36 | فريق الدراجات Q36.5 ‏ Q36 | فريق الدراجات Q36.5 ‏ Q36 |
| ------------------------ | ------------------------ | ------------------------ |
| م                        | عداء                     | مرتبة                    |
| 211                      | Negasi Haylu Abreha ‏     | لم يكمل السباق           |
| 212                      | جيانلوكا برامبيلا        | 35                       |
| 213                      | Walter Calzoni ‏          | 53                       |
| 214                      | Marcel Camprubí ‏         | لم يكمل السباق           |
| 215                      | مارك دونوفان             | 69                       |
| 216                      | Alessandro Fedeli ‏       | لم يكمل السباق           |

| بلترامي تي إس أيه–مارشيول ‏ BTC | بلترامي تي إس أيه–مارشيول ‏ BTC | بلترامي تي إس أيه–مارشيول ‏ BTC |
| ------------------------------ | ------------------------------ | ------------------------------ |
| م                              | عداء                           | مرتبة                          |
| 221                            | Andrea Piras ‏                  | لم يكمل السباق                 |
| 222                            | توماس بسنتي ‏                   | لم يكمل السباق                 |
| 223                            | Matteo Freddi‏                  | لم يكمل السباق                 |
| 224                            | Giacomo Tagliavini‏             | لم يكمل السباق                 |
| 225                            | Edoardo Burani‏                 | لم يكمل السباق                 |
| 226                            | Alex Raimondi‏                  | لم يكمل السباق                 |
| 227                            | Andrea Biancalani‏              | لم يكمل السباق                 |

| أندروني جوكاتولي-سيدرمك ‏ GSS | أندروني جوكاتولي-سيدرمك ‏ GSS | أندروني جوكاتولي-سيدرمك ‏ GSS |
| ---------------------------- | ---------------------------- | ---------------------------- |
| م                            | عداء                         | مرتبة                        |
| 231                          | Andrés Mancipe‏               | لم يكمل السباق               |
| 232                          | Jeferson Armando Ruiz Acuña‏  | لم يكمل السباق               |
| 233                          | Jonathan Guatibonza ‏         | لم يكمل السباق               |
| 234                          | Alessandro Bisolti ‏          | لم يكمل السباق               |
| 235                          | Filippo Tagliani ‏            | لم يكمل السباق               |
| 236                          | Santiago Umba ‏               | 57                           |
| 237                          | أليخاندرو أوسوريو            | 71                           |

| Team Technipes #inEmiliaRomagna ‏ TER | Team Technipes #inEmiliaRomagna ‏ TER | Team Technipes #inEmiliaRomagna ‏ TER |
| ------------------------------------ | ------------------------------------ | ------------------------------------ |
| م                                    | عداء                                 | مرتبة                                |
| 241                                  | Emanuele Ansaloni ‏                   | لم يكمل السباق                       |
| 242                                  | Stefano Masoni‏                       | لم يكمل السباق                       |
| 243                                  | Matteo Montefiori‏                    | لم يكمل السباق                       |
| 244                                  | Andrea Innocenti‏                     | 96                                   |
| 245                                  | Alessandro Monaco ‏                   | لم يكمل السباق                       |
| 246                                  | Martin Nessler‏                       | لم يكمل السباق                       |
| 247                                  | Gabriele Petrelli‏                    | لم يكمل السباق                       |

## التصنيف العام النهائي
| التصنيف العام         | التصنيف العام   | التصنيف العام        | التصنيف العام | التصنيف العام |
| العداء                | العداء          | الفريق               | الوقت         |               |
| --------------------- | --------------- | -------------------- | ------------- | ------------- |
| 1                     | بريمو روغيليتش  | فريق جومبو-فيسما     | 4 س 49 د 44 ث |               |
| 2                     | تادي بوجار      | فريق الإمارات        | + 1 ث         |               |
| 3                     | سيمون ييتس      | فريق جايكو-العلا     | + 1 ث         |               |
| 4                     | إنريك ماس       | موفيستار             | + 4 ث         |               |
| 5                     | مايكل وودز      | إسرائيل - بريمير تيك | + 4 ث         |               |
| 6                     | ألكساندر فلاسوف | بورا–هانسغروه        | + 6 ث         |               |
| 7                     | ريتشارد كاراباز | إي أف إديوكيشن نيبو  | + 9 ث         |               |
| 8                     | جوليو سيكوني    | تريك سيغافريدو       | + 15 ث        |               |
| 9                     | آدم ييتس        | فريق الإمارات        | + 42 ث        |               |
| 10                    | وارن بارجويل    | فورتنيو سامسيك       | + 58 ث        |               |
|                       |                 |                      |               |               |
| مصدر: ProCyclingStats |                 |                      |               |               |

## وصلات خارجية
- الموقع الرسمي
- لمحة عن سباق طواف إيميليا 2023 على موقع  ProCyclingStats   (برو  سايكلنج  ستاتس) - إحصاءات  محترفي  الدراجات.

- طواف إيميليا 2023 على موقع إحصائيات الدراجات الإحترافية (الإنجليزية)